# 加藤忠正
加藤 忠正（かとう ただまさ）は、江戸時代初期の肥後国熊本藩の世嗣。官位は主計頭。

## 生涯
初代藩主・加藤清正の次男として誕生。母は菊池武宗の娘本覚院（川尻殿）といわれるが不詳である。幼名、熊之助。初名、清孝（きよたか）。
豊臣時代の清正の正室山崎氏（山崎片家娘）に嫡男・虎熊がいたが、文禄の役中に没し、関ヶ原の戦いを経て慶長8年（1603年）に徳川家康によって江戸幕府が開かれ慶長10年（1605年）に加藤家江戸屋敷が設けられると、熊之助は徳川将軍家への人質として江戸に置かれた。
慶長11年（1606年）、豊臣姓を下賜され、主計頭に叙任。一方、徳川秀忠より偏諱の授与を受けて忠正と名乗りを改めている。
慶長12年（1607年）正月に疱瘡を患い、将軍秀忠より名医を遣わされるがその甲斐なく、江戸屋敷で死去。享年9。法名は理性院殿宗覚日等大居士。墓所は熊本県八代市妙見町谷2445の宗覚寺。
忠正の死去により、弟（清正三男）の虎藤（忠広）が後継となり熊本藩2代藩主となるが、後に改易された。